# Servili Cepió
Servili Cepió (en llatí Servilius Caepio) va ser un col·laborador de Juli Cèsar durant el seu consolat (59 aC) i enemic de Bíbul. Formava part de la gens Servília, i era de la família dels Cepió.
Va ser promès de la filla de Cèsar, Júlia, però el van obligar a renunciar en favor de Gneu Pompeu. Va rebre en compensació la promesa de la mà de la filla de Pompeu, Pompeia, que havia estat promesa a Faust Sul·la. Una teoria suposa que aquest personatge era Marc Juni Brut tiranicida (un dels assassins de Cèsar) que va ser adoptat per un oncle de nom Quint Servili Cepió, i hauria estat conegut llavors com a Quint Cepió Brut o Quintus Servilius Caepio Brutus durant un cert període.